# 新井郷
新井郷（にいごう）は、新潟県新潟市北区の町字。郵便番号は950-3361。

## 概要
1927年（昭和2年）から現在の大字。新井郷川上流左岸の低湿地に位置する。
もとは1889年（明治22年）から1927年（昭和2年）まであった大字太子堂興野の区域の一部。

### 隣接する町字
北から東回り順に、以下の町字と隣接する。
- 下土地亀
- 長戸呂新田
- 高森新田
- 森下

※新井郷川を挟んで松潟、仏伝、須戸と隣接。

## 歴史
1731年（享保16年）からの福島潟開発により成立。1536年（天文5年）6月に奥才新田として検地を受けたが、同年12月に太子堂村のうち太子堂興野として再検地を受ける。

### 年表
- 1889年（明治22年）4月1日 : 合併により亀浦村の大字となる。
- 1901年（明治34年）11月1日 : 合併により長浦村の大字となる。
- 1927年（昭和2年） : 太子堂興野から新井郷に改称する。
- 1959年（昭和34年）7月22日 : 合併により豊栄町の大字となる。
- 1970年（昭和45年）11月1日 : 市制の施行により豊栄市の大字となる。
- 2005年（平成17年）3月21日 : 合併により新潟市の大字となる。
- 2007年（平成19年）4月1日 : 新潟市の政令指定都市移行により、北区の大字となる。

## 世帯数と人口
2018年（平成30年）1月31日現在の世帯数と人口は以下の通りである。
| 大字   | 世帯数 | 人口  |
| ------ | ------ | ----- |
| 新井郷 | 80世帯 | 251人 |

## 小・中学校の学区
市立小・中学校に通う場合、学区は以下の通りとなる。
| 番地 | 小学校               | 中学校             |
| ---- | -------------------- | ------------------ |
| 全域 | 新潟市立早通南小学校 | 新潟市立早通中学校 |

## 交通

### 道路
- 新潟県道15号新潟長浦水原線

### バス
新潟交通路線バス
- 兄弟掘停留所 - 新井郷停留所 
  - E45　早通駅前経由 豊栄駅前 行
  - E45　大形本町経由　新潟駅前・万代シテイ行